# Zwangsumlaufverdampfer

Arbeitsprinzip eines Zwangsumlaufverdampfers

Ein Zwangsumlaufverdampfer ist ein Verdampfer, dessen Umlauf durch eine Umwälzpumpe erzeugt wird. Er findet meistens in der Rektifikation Anwendung.

## Prinzip
Im Gegensatz zu einem Naturumlaufverdampfer wird eine Pumpe benutzt, um die zu verdampfende Flüssigkeit durch den Verdampfer zu zwingen. Die Pumpe fördert die Flüssigkeit in den unteren Teil des Verdampfers. Diese strömt dann entlang einer beheizten Oberfläche, in der Regel Rohre, und fängt an zu sieden, sobald der Siedepunkt erreicht ist. Das Dampf/Flüssigkeitsgemisch wird dann in die Blase oder Kolonne zurückgeführt, wo beide Phasen voneinander getrennt werden. Die Flüssigkeit wird dann zum Verdampfer zurückgeführt, wobei ein Teil davon als Rückstand oder Produkt ausgeschleust werden kann.
Zwangsumlaufverdampfer können liegend oder stehend aufgebaut werden und bestehen in der Regel aus Rohrbündeln.

## Anwendungsbereich
Zwangsumlaufverdampfer werden dann eingesetzt, wenn die Verwendung eines Naturumlaufverdampfers nicht möglich ist, z. B. unterhalb Drücken von ca. 300 mbar bis zu ca. 50 mbar oder bei weitsiedenden Gemischen. Nachteilig gegenüber dem Naturumlaufverdampfer sind die Investitions- und Betriebskosten (Stromverbrauch) der Umlaufpumpe, die große Mengen fördern muss.